# Клеомброт II
Клеомброт II (дав.-гр. Κλεόμβροτος Bʹ) — цар Спарти з династії Агіадів у період від 242 до н.е по 241 до н. е. Став царем завдяки політичній боротьбі під час реформ царя Агіса IV. Підтримав реформаторів і на короткий час став царем Спарти замість свого тестя Леоніда II. Після поразки реформаторів, був засланий на вигнання.

## Біографія
Клеомброт походив зі спартанського царського роду Агіадів, представники якого вели свій рід від героя Геракла. Достеменно невідомо хто був батьком Клеомброта II. Він не був нащадком Акротата, старшого брата Клеоніма, бо в такому разі саме його, а не Леоніда II призначили б опікуном малолітнього царя Арея II. Він також не був молодшим братом Леоніда II, бо про цей факт обов'язково б згадали античні автори, особливо враховуючи, що він був одружений з Хілонідою, дочкою Леоніда II. Найімовірнішою вважається версія Карла Юліуса Белоха, що Клеомброт II був онуком Клеомена II та сином гіпотетичного молодшого брата Клеоніма.
Завдяки шлюбу з Хілонідою, Клеомброт II був одним з претендентів на царську владу. В той час у Спарті точилася боротьба між царем-реформатором Агісом IV та прихильником старих порядків Леонідом II. Ефор Лісандр син Лібія, прихильник Агіса IV, звинуватив Леоніда II у порушенні спартанських законів. Леонід II був одружений з персіянкою Кратисеклеєю, а спартанські закони забороняли царям одружуватися з іноземками. Разом з цим Лісандр закликав Клеомброта II заявити про свої права на владу. Злякавшись, Леонід II сховався в храмі Афіни Міднодімної разом з дочкою, яка залишила чоловіка. Він отримав виклик до суду, але не вийшов з храму, і тоді спартанці в 243 році до н. е. передали владу Клеомброту II, який підтримав реформаторську діяльність Агіса IV.
Незабаром були проведені чергові вибори ефорів і до влади прийшли противники реформ. Вони відпустили Леоніда II та висунули обвинувачення проти колишніх ефорів: Лісандра та Мандрокліда. Обвинувачені звернулися до царів та умовляли виступити проти ефорів, мотивуючи це їх протизаконними діями. Царі погодилися і разом з товаришами виступили на площу та прогнали ефорів з їх крісел. Агіс IV та Клеомброт II призначили нових ефорів з-поміж своїх прихильників, серед котрих був Агесілай, дядько Агіса IV. Щоб укріпити своє становище царі озброїли молодь та випустили ув'язнених з тюрем. Потім, вже не боячись опозиції, монархи розпочали реформи. Спочатку були скасовані борги, а боргові розписки, кларії, спалені на майдані. Потім був виданий наказ про перерозподіл землі, але великі землевласники, серед яких був і ефор Агесілай, гальмували цей процес.
Після того як Агіс IV на чолі спартанського війська вирушив на допомогу стратегу Ахейського союзу Арату Сікіонському у його боротьбі з Етолійським союзом, у Спарті став керувати могутній ефор Агесілай. Він зневажливо ставився до Клеомбота II та своїми протиправними вчинками викликав обурення у населення. Цим скористалася опозиція, котра влаштувала переворот та повернула владу Леоніду II. На думку Лариси Печатнової, Клеомброта II було відсторонено від влади першим, ще до повернення Агіса IV до Спарти. Цим пояснюється, яким чином Клеомброту II вдалося сховатися у досить віддаленому храмі Посейдона на мисі Тенар.
Після страти Агіса IV та його родини, Леонід II вирішив покарати й зятя, але за нього заступилася його дружина — Хілоніда. Вона змогла випросити у батька, щоб він не вбивав чоловіка. Леонід II відправив зятя у вигнання і просив дочку зостатися у Спарті. Однак, Хілоніда його не послухала і вирушила у вигнання разом з чоловіком та двома маленькими дітьми.

## Образ у культурі
Плутарх характеризував Клеомброта II як «вкінець зіпсованого пустою славою».
Ірландський драматург Томас Саутерн, за мотивами розповіді Плутарха про життя Агіса IV, написав трагедію «Спартанська дама». Хоч, автор почав працювати над п'єсою в 1687 році, вперше вона була поставлена в 1719 році на сцені театру Друрі-Лейн, роль царя Клеомброта зіграв актор Бартон Бут. Клеомброт у трагедії зображений головним злодієм, він узурпував трон у шляхетного Леоніда і зраджує дружину та гвалтує її молодшу сестру Теламію. Не витримавши наруги, жінка вчиняє самогубство, а її чоловік в кінці вистави вбиває Клеомброта.
Сцену як Леонід II відправляє Клеомброта II у вигнання на своїх картинах зображували: Бенджамін Вест (1768), Франсуа-Ксавьє Фабр (1795), Вінченцо Камуччіні, Бартоломео Пінелі  та Пеладжо Паладжі (між 1807 та 1810). Також у книзі Хелен Гербер «The Story of the Greeks» є ілюстрація, на якій зображено, як Клеомброт II разом із сім’єю йде у вигнання.

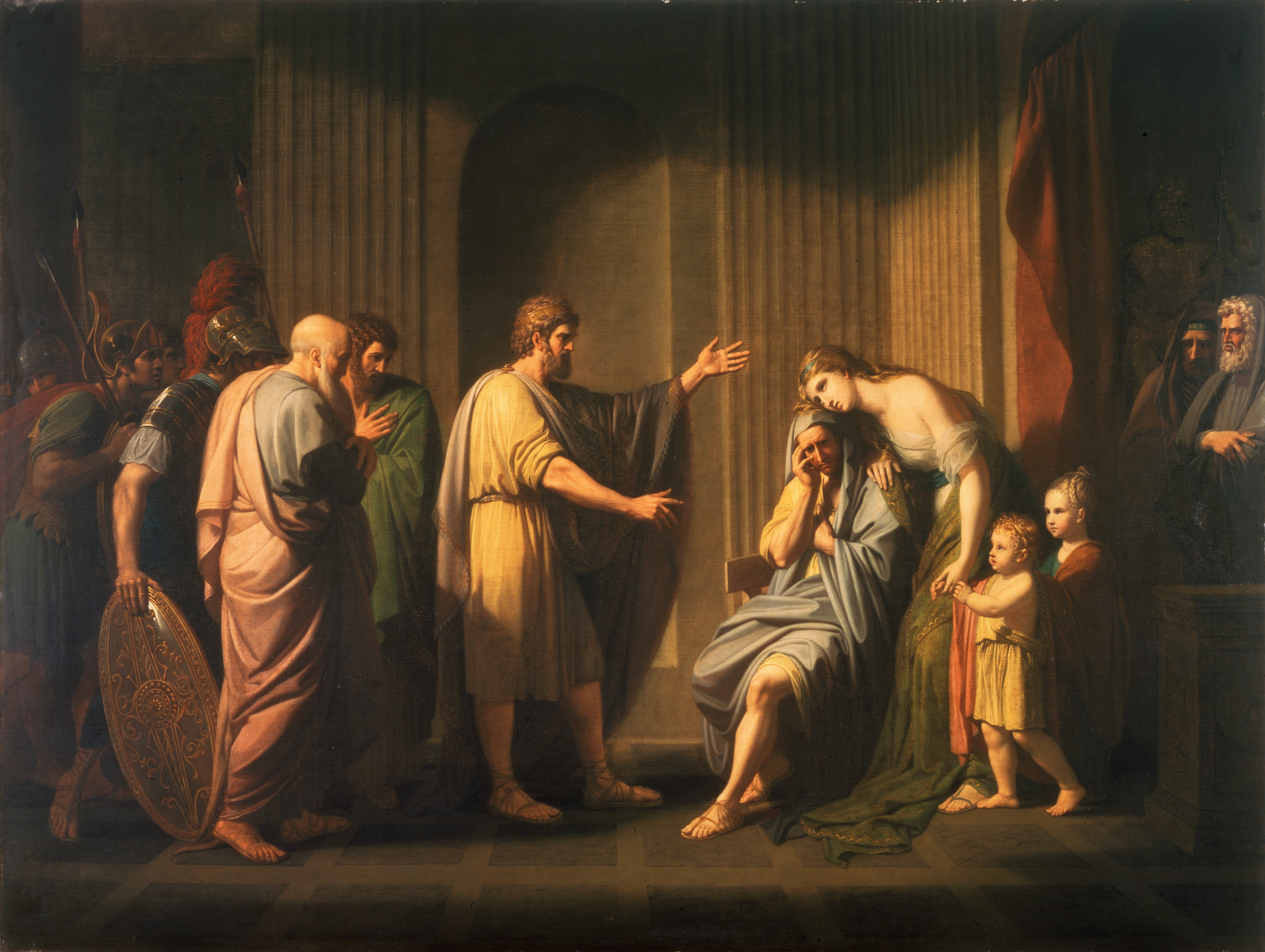
Бенджамін Вест (1768)
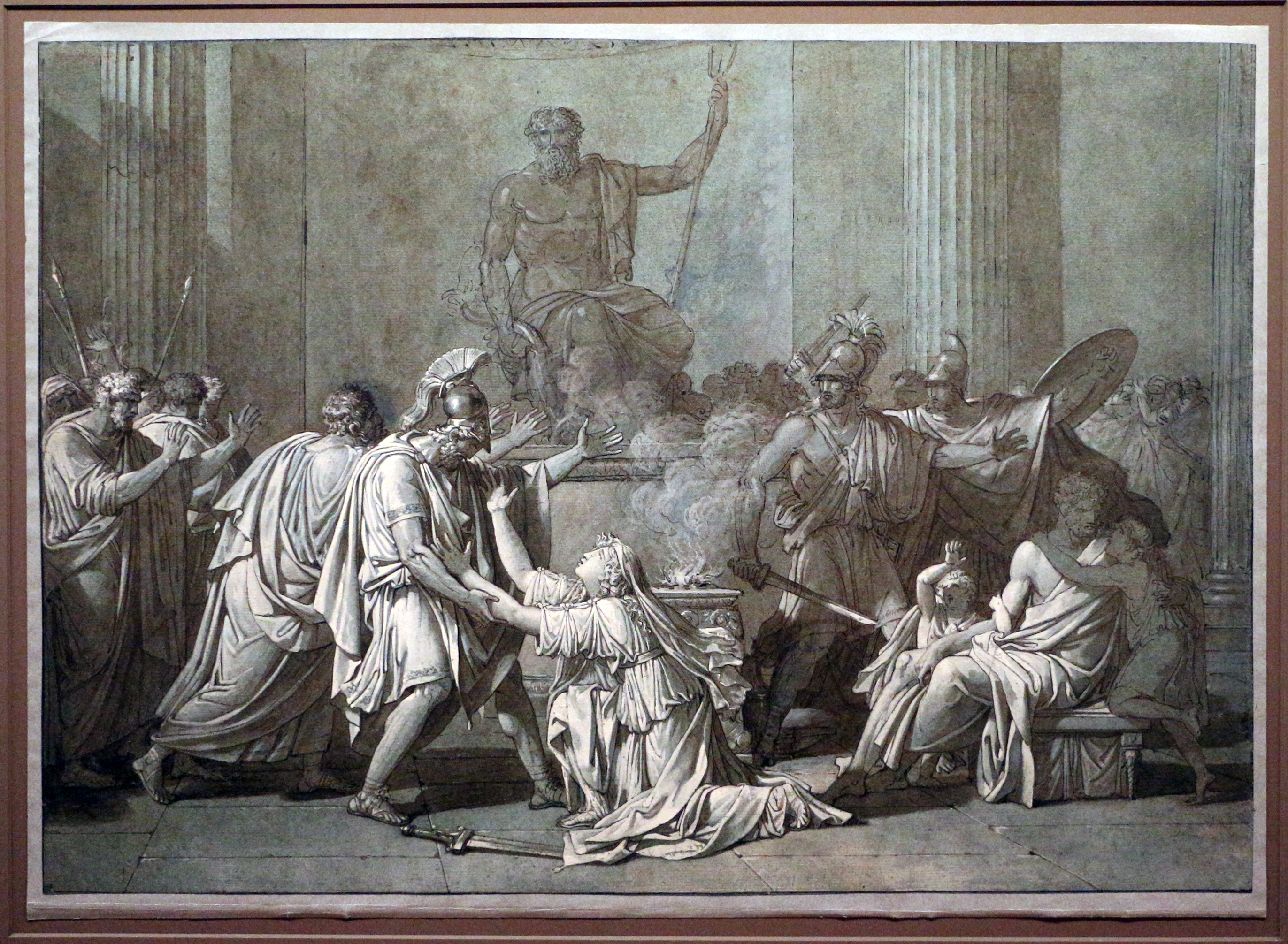
Франсуа-Ксавьє Фабр (1795)
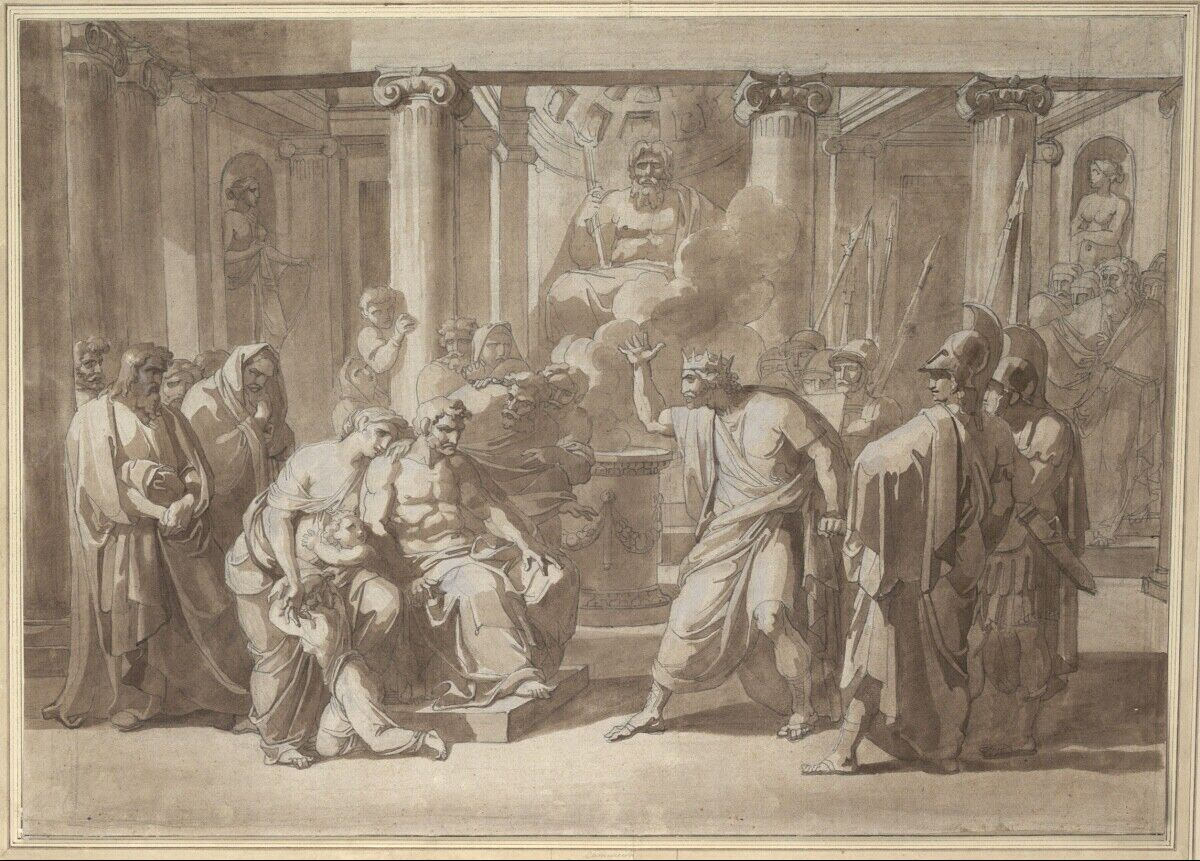
Вінченцо Камуччіні
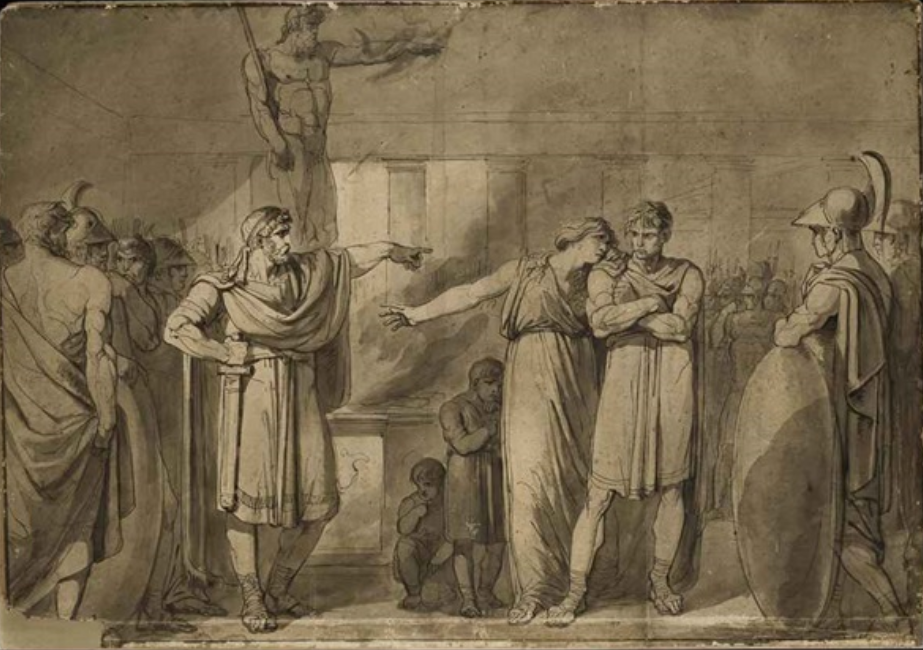
Бартоломео Пінелі
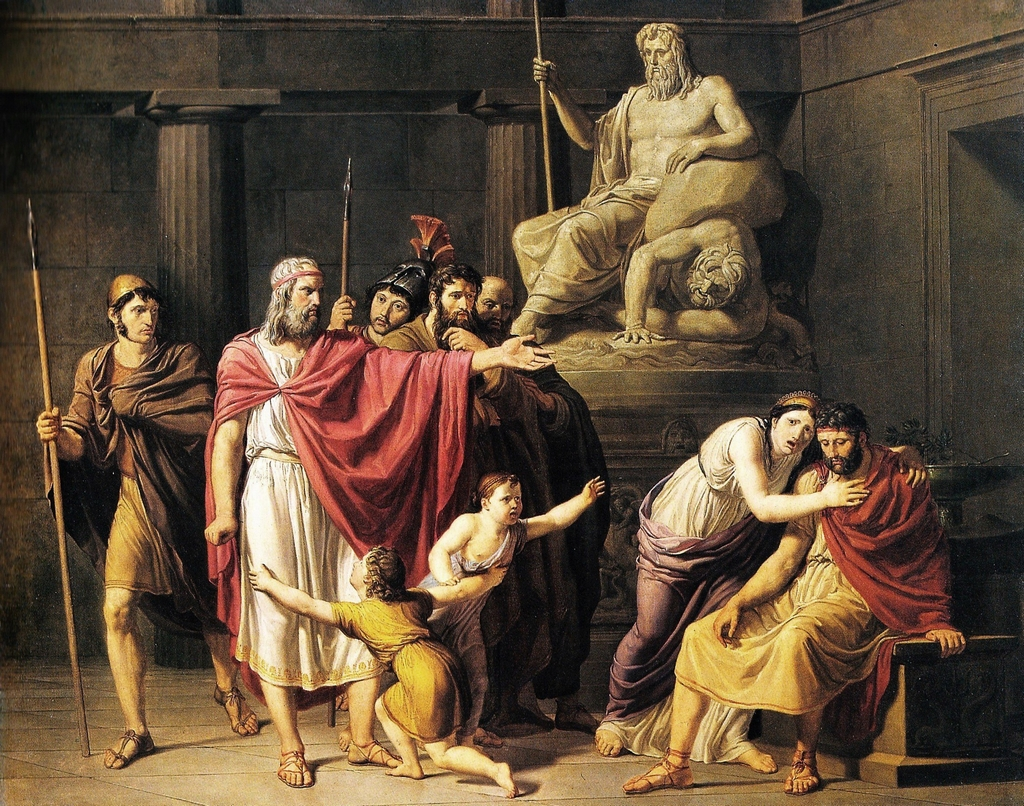
Пеладжо Паладжі (між 1807 та 1810)

## Родина
Був одружений з Хілонідою, дочкою царя Леоніда II та його дружини Кратисеклеї. Подружжя мало двох синів:
- Агесіполід — батько царя Агесіполіда III
- Клеомен — регент при племіннику Агесіполіді III.

### Коментар
1. ↑  Вигадана особа